# Cruach Ardrain
Der Cruach Ardrain ist ein 1046 Meter hoher Berg in Schottland. Die Bedeutung seines gälischen Namens ist nicht ganz gesichert, eine populäre Übersetzung ins Englische ist The High Heap, auf Deutsch etwa Hoher Haufen, ähnlich auch Hohe Halde. Eine andere Übersetzung ist Stack of the High Part, was etwa Stapel der hohen Teile bedeutet. Der Cruach Ardrain liegt in den südlichen Highlands südlich der Ortschaft Crianlarich im Loch Lomond and the Trossachs National Park und zählt zu den Munros.  

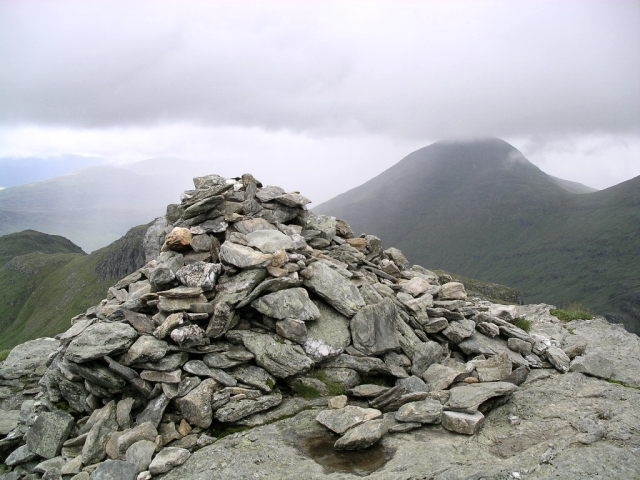
Der Cairn auf dem Gipfel des Cruach Ardrain, im Hintergrund der nordöstlich liegende Ben More

Durch die beiden mit einem niedrigen Sattel verbundenen Täler Benmore Glen und Inverlochlarig Glen ist der massige und felsige, mit einer markanten Silhouette von weitem gut erkennbare, in Form eines „Y“ aufgebaute Berg deutlich von den östlich liegenden Ben More und Stob Binnein getrennt. Sein Gipfel liegt auf der Wasserscheide zwischen der schottischen Ost- und Westküste. Nach Nordwesten trennt das tief eingeschnittene Tal des oberen River Falloch, einem der Zuflüsse des Loch Lomond, der im Gipfelbereich des westlich benachbarten Beinn a’ Chroin entspringt, den Cruach Ardrain von seinen Nachbarn. Nach Norden hin laufen zwei felsige Grate aus, westlich in den Grey Heights und östlich, über den dazwischen liegenden 980 Meter hohen Top Stob Garbh, im Stob Coire Bhuidhe endend. In der Mitte zwischen beiden Graten führt das steile Y Gully auf den Gipfel. Nach Süden führt ein breiter, etwa zwei Kilometer langer Grat über einen tieferen Sattel zum benachbarten Beinn Tulaichean, einem weiteren Munro. Viele Bergsteiger kombinieren eine Besteigung beider Berge. Der Cruach Ardrain kann sowohl von Crianlarich im Norden als auch aus Richtung Süden bestiegen werden. Südlicher Ausgangspunkt ist die kleine Ansiedlung Inverlochlarig westlich von Balquhidder. Im Gipfelbereich besitzt der Cruach Ardrain zwei, lediglich durch eine leichte Vertiefung getrennte, fast gleich hohe Gipfelköpfe. Sir Hugh Munro wählte für seine Liste der Munros den nordöstlichen Gipfelkopf aus. Zwischenzeitlich wurde der westliche Gipfel als der Höhere gewertet, inzwischen allerdings wieder der Nordostgipfel.